# Comuna Mociola, Bereg
Mociola (în ucraineană Мочола) este o comună în raionul Bereg, regiunea Transcarpatia, Ucraina, formată din satele Astei, Huneadi și Mociola (reședința).

## Demografie
Componența lingvistică a comunei Mociola
     Maghiară (68,04%)
     Ucraineană (30,95%)
     Alte limbi (0,84%)
Conform recensământului din 2001, majoritatea populației comunei Mociola era vorbitoare de maghiară (68,04%), existând în minoritate și vorbitori de ucraineană (30,95%).